# اندرو تونی
اندرو تونی (انگلیسی: Andrew Toney؛ زاده ۲۳ نوامبر ۱۹۵۷) یک بازیکن بسکتبال اهل ایالات متحده آمریکا است.